# Viktor Kondrachine
Pour les articles homonymes, voir Kondrachine.
Viktor Viktorovitch Kondrachine (en russe : Виктор Викторович Кондрашин), né le 4 août 1961, est un historien russe, directeur du département d'histoire de l'Université d'État de Penza et spécialiste de l'agriculture soviétique. Ses travaux sont notamment consacrés aux famines soviétiques de 1931-1933. Depuis 2008, il est l'un des animateurs du programme international d'étude comparative des famines, dirigé par l'historien Stephen Wheatcroft et financé par l'Australian Research Council (ARC).

## Travaux
Viktor Kondrachine a consacré une importante monographie et plusieurs articles aux famines soviétiques de 1931-1933, à partir de l'étude des archives présidentielles russes récemment ouvertes sur cette période. Avec d'autres historiens (Stephen Wheatcroft, Mark Tauger, Hiroaki Kuromiya), il critique la thèse intentionnaliste, parfois appelée maladroitement "instrumentaliste" de la famine et soutient que celle-ci n'a pas été délibérément provoquée par Staline et le régime soviétique, ni exploitée contre la paysannerie ukrainienne (voir article Holodomor). Viktor Kondrachine analyse la famine de 1931-1933 comme le produit des politiques agricoles désastreuses menées par l'Union soviétique à partir du « Grand Tournant » de 1929, couplées à la faiblesse structurelle de l'agriculture russe et à des conditions climatiques défavorables au début des années 1930. L'historien replace par ailleurs l'industrialisation menée par le régime stalinien, financée notamment par l'exportation de céréales, dans la continuité des politiques agricoles russes du XIXe siècle qui avaient débouché sur la famine russe de 1891-1892.
Viktor Kondrachine a notamment conduit plusieurs recherches spécifiques sur l'extension de la famine dans les territoires de la Volga, l'une des régions les plus durement frappées par la famine avec l'Ukraine, le Nord Caucase et le Kazakhstan. Ses recherches mettent en évidence la grande similitude des pratiques répressives du régime à l'encontre de la paysannerie pendant la famine en Ukraine et dans la région de la Volga. La confiscation des réserves, la déportation des éléments « contre-révolutionnaires », l'organisation des « listes noires » (listes de villages jugés récalcitrants aux réquisitions et faisant l'objet d'embargos économiques au plus fort de la famine) et le blocage des frontières ont également été mis en place en Moyenne et Basse Volga, ce qui amène l'auteur à relativiser la spécificité du Holodomor ukrainien. De même, Viktor Kondrachine montre à partir du dépouillement des registres de décès que la crise de mortalité dans les zones rurales a été de même ampleur en Basse Volga qu'en Ukraine pendant l'année 1933.
Pour Nicolas Werth, Viktor Kondrachine est « le meilleur spécialiste russe des famines du début des années 1930 ».

## Ouvrages et articles
- (ru) Голод 1932—1933 гг. в российской деревне (La famine de 1932-1933 dans les villages soviétiques), Penza, 2003, 366 p.
- (ru) Голод 1932—1933 годов. Трагедия российской деревни (La famine de 1932-1933 : la tragédie des villages soviétiques), Moscou, 2008, 520 p.
- (en) "Archival documents of the Volga and Southern Urals ZAGS (the civil registration system for births & deaths) on the famine of 1932-33 in Lower and Central Volga", Conférence de Melbourne, 18-19 mars 2009.